# Ostro (Panschwitz-Kuckau)
Ostro (górnołuż. Wotrow) – dzielnica gminy Panschwitz-Kuckau w Niemczech, we wschodniej Saksonii, w okręgu administracyjnym Drezno, w powiecie Budziszyn. Należy do Górnych Łużyc i znajduje się w ich centrum. Dzielnicę zamieszkuje 287 mieszkańców. Ostro jest jedną z najstarszych miejscowości na Górnych Łużycach. Większość mieszkańców porozumiewa się językiem górnołużyckim-ok. 90%.
Miejscowość po raz pierwszy wzmiankowana w 1066 r. jako Ostrusna, następnie w 1319 jako Oztrow, Ostrowe.
Król Niemiec Henryk II, korzystając z chwilowego przywrócenia swej władzy w Milsku, wskutek traktatu zawartego z Bolesławem Chrobrym w 1005 pod Poznaniem, pospieszył z nadaniem kościołowi miśnieńskiemu w roku 1007 trzech grodów: Ostrownej, Drewnicy i Godowa, położonych na samej prawie granicy Milska z marchią miśnieńską.. Pozostałości po grodzie, w formie dobrze zachowanych wałów ziemnych znane są jako "Ostroer Schanze".
W miejscowości znajduje się grób Jakuba Barta-Ćišinskiego.
W sierpniu 2010 r. decyzją biskupa Reinelta został przeniesiony do parafii w Reichenbach im Vogtland w Niemczech ks. Tomasz Dawidowski, który pomagał miejscowej ludności serbołużyckiej w zachowaniu jej tożsamości narodowej i języka. Decyzja ta wywołała protesty Serbołużyczan, a parafianie zebrali ok. 700 podpisów za pozostaniem księdza w ich wsi. Działania mieszkańców nie odniosły jednak skutku, co spowodowało, że narodził się pomysł przejścia łużyckich parafii do polskiej diecezji legnickiej. Dzięki temu Serbowie Łużyccy mieliby wsparcie Polaków, którzy są im bliżsi kulturowo i językowo niż Niemcy.